# Cletocamptus gabrieli
Cletocamptus gabrieli är en kräftdjursart som beskrevs av Loffler 1961. Cletocamptus gabrieli ingår i släktet Cletocamptus och familjen Cletodidae. Inga underarter finns listade i Catalogue of Life.